# Hulla
Pour les articles homonymes, voir Hula (homonymie).
« Hagera Selam (Sidama) » redirige ici.  Pour la ville du nord de l'Ethiopie, voir Degua Tembien.
Hulla,, ou Hula,,,  est un woreda de la région Sidama, en Éthiopie. Rattaché à la région des nations, nationalités et peuples du Sud jusqu'à la régionalisation de la zone Sidama en 2020, ce woreda a 129 263 habitants en 2007. Son chef-lieu est Hagere Selam.
Hagere Selam, ou Agre Selam, dont le nom signifie « terre de paix » en amharique[réf. souhaitée], se trouve 90 km au sud d'Hawassa sur la route d'Yirgalem à Negele.
Limitrophe de la zone Borena puis de la zone Guji de la région Oromia, le woreda Hulla s'étendait jusqu'au début des années 2000 assez loin vers le nord et vers l'est mais il perd du territoire avant le recensement de 2007 avec le détachement de Bursa et de Bona Zuria,.
Le périmètre du woreda ainsi réduit reste pratiquement inchangé jusqu'à la fin des années 2010.
|                  | Bursa         |            |
| Aleta Wendo Dara | Hulla ou Hula | Bona Zuria |
|                  | Bore          |            |

Le recensement national de 2007 fait état dans ce woreda d'une population de 129 263 habitants dont 5 % de citadins qui sont les 6 410 habitants d'Hagere Selam.
La majorité des habitants du woreda (77 %) sont protestants, 8 % sont de religions traditionnelles africaines, 6 % sont orthodoxes, 4 % sont catholiques et 2 % sont musulmans.
En 2022, la population est estimée sur le même périmètre à 176 997 personnes avec une densité de population de 617 personnes par km2 et 287 km2 de superficie,.
Une carte récente montre cependant que de nouvelles subdivisions font évoluer le périmètre du woreda.[réf. à confirmer]